# Colobopsis shohki
Colobopsis shohki  (лат.) — вид муравьёв рода Colobopsis из подсемейства формицины (Formicinae). Дендробионт.

## Распространение
Япония.

## Описание
Муравьи с обрезанной или окаймлённой спереди формой головы (имеют касту пробкоголовых солдат). От близких видов отличаются строением клипеуса (его передняя часть прямоугольная, без выступов в боковых частях). Рабочие муравьи имеют длину около 3 мм, солдаты до 5 мм. Основная окраска от желтовтао-коричневой до буровато-чёрной. Усики длинные, у самок и рабочих 12-члениковые. Жвалы рабочих с 5 зубцами. Нижнечелюстные щупики 6-члениковые, нижнегубные щупики состоят из 4 сегментов. Стебелёк между грудкой и брюшком состоит из одного сегмента (петиоль)..